# Heidi Brühl
Heidi Brühl, född 30 januari 1942 i Gräfelfing, död 8 juni 1991 i Starnberg, var en tysk sångare och skådespelare. Hon filmdebuterade 1954 och blev ett år senare känd som Dalli i den första av de tre så kallade "Immenhof-filmerna". Hon gjorde samma roll i de övriga två. Hon gjorde många andra filmroller under 1950-talet och 1960-talet. Från 1970-talet medverkade hon mest i TV-produktioner.
Som sångartist fick Brühl ett genombrott 1960 med låten "Wir wollen niemals auseinandergehn" som nådde förstaplatsen på västtyska singellistan och också blev en hit i Nederländerna. 1963 representerade hon Västtyskland i Eurovision Song Contest där hon framförde låten "Marcel". Brühl sjöng 1966 in en tyskspråkig version av den amerikanska patriotsången "Ballad of the Green Berets" med titeln "Hundert Mann und ein Befehl". Till skillnad från originaltexten var denna version antimilitaristisk.
Heidi Brühl dog i sviterna av bröstcancer.

## Filmografi, urval
- 1955 – Die Mädels vom Immenhof
- 1955 – En sjuttonårings liv
- 1957 – Ferien auf Immenhof
- 1957 – Svindlaren Felix Krull
- 1959 – Knallhård ungdom